# Lydomorphus tenuicollis
Lydomorphus tenuicollis is een keversoort uit de familie van oliekevers (Meloidae). De wetenschappelijke naam van de soort is voor het eerst geldig gepubliceerd in 1798 door Pallas.